# Fernando Gomes Martins
Fernando Gomes Martins, Ph.D. em Engenharia Química, é um químico português com actividade na área dos métodos e modelos estatísticos multivariados; é professor associado (FEUP) do Laboratório de Engenharia de Processos, Ambiente, Biotecnologia e Energia (LEPABE) da Universidade do Porto e investigador sénior e coordenador do grupo de investigação "Engenharia de Sistemas de Processos".

## Literatura
- Jing-Han Wang, Lin-Lan Zhuang, Xue-Qiao Xu, Victor M. Deantes-Espinosa, Xiao-Xiong Wang. Microalgal attach e sistemas anexados para produção de biomassa e tratamento de águas residuais // Renewable and Sustainable Energy Reviews. - 2018. - setembro (vol. 92). - P. 331–342. - ISSN 1364-0321. - DOI: 10.1016 / j.rser.2018.04.081.
- Jiří Jaromír Klemeš, Petar Sabev Varbanov, Timothy G. Walmsley, Xuexiu Jia. Novos rumos na implementação da Metodologia Pinch (PM) // Avaliações de Energias Renováveis e Sustentáveis. - 2018. - Dezembro (vol. 98). - P. 439–468. - ISSN 1364-0321. - DOI: 10.1016 / j.rser.2018.09.030.